# 2008 à Monaco
Cet article présente les faits marquants de l'année 2008 à Monaco.

## Évènements
- Dimanche 3 février 2008 : élections législatives.

- Mardi 25 mars 2008 : présentation des cinq projets en compétition pour le futur quartier gagné sur dix hectares en mer, entre le casino et le Grimaldi Forum, mais soumis à de fortes contraintes écologiques (épuration eaux usées, énergies renouvelables, modes de transports « verts », hauteur des bâtiments, interdiction des remblais, protection des zones sensibles, courants). D'ici, 2018, il devrait accueillir, 275 000 m2 de logements, bureaux, commerces, hôtels ainsi qu'un « équipement phare ».

- Mardi 24 juin 2008 : le chef français Alain Ducasse à la tête d'un ensemble de 21 restaurants répartis dans 8 pays, annonce prendre désormais la nationalité monégasque, essentiellement pour fuir les impôts français.

- Mardi 9 décembre 2008 : le prince Albert annonce que Monaco décide de renoncer à son méga-projet d'extension en mer — d'un coût estimé entre 5 et 10 milliards d'euros — en raison de la crise économique et de garanties insuffisantes pour protéger l'environnement.